# Anisomeria bistriata
Anisomeria bistriata är en skalbaggsart som först beskrevs av Gaspard Auguste Brullé 1835.  Anisomeria bistriata ingår i släktet Anisomeria och familjen dykare. Inga underarter finns listade i Catalogue of Life.

## Bildgalleri

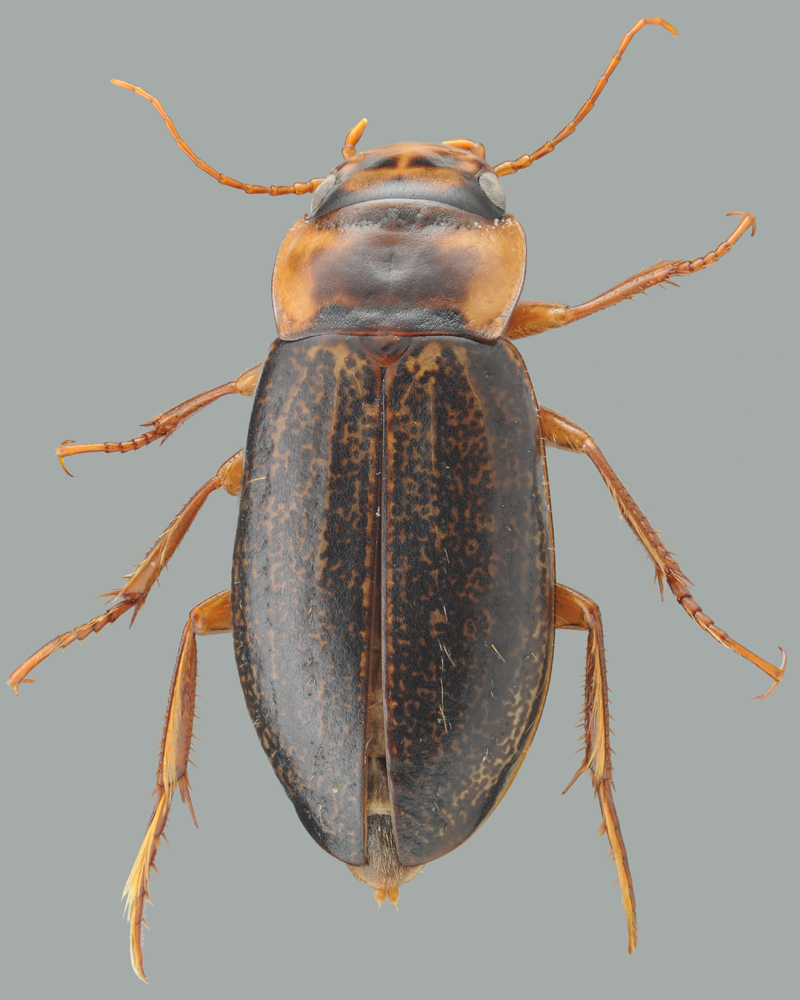
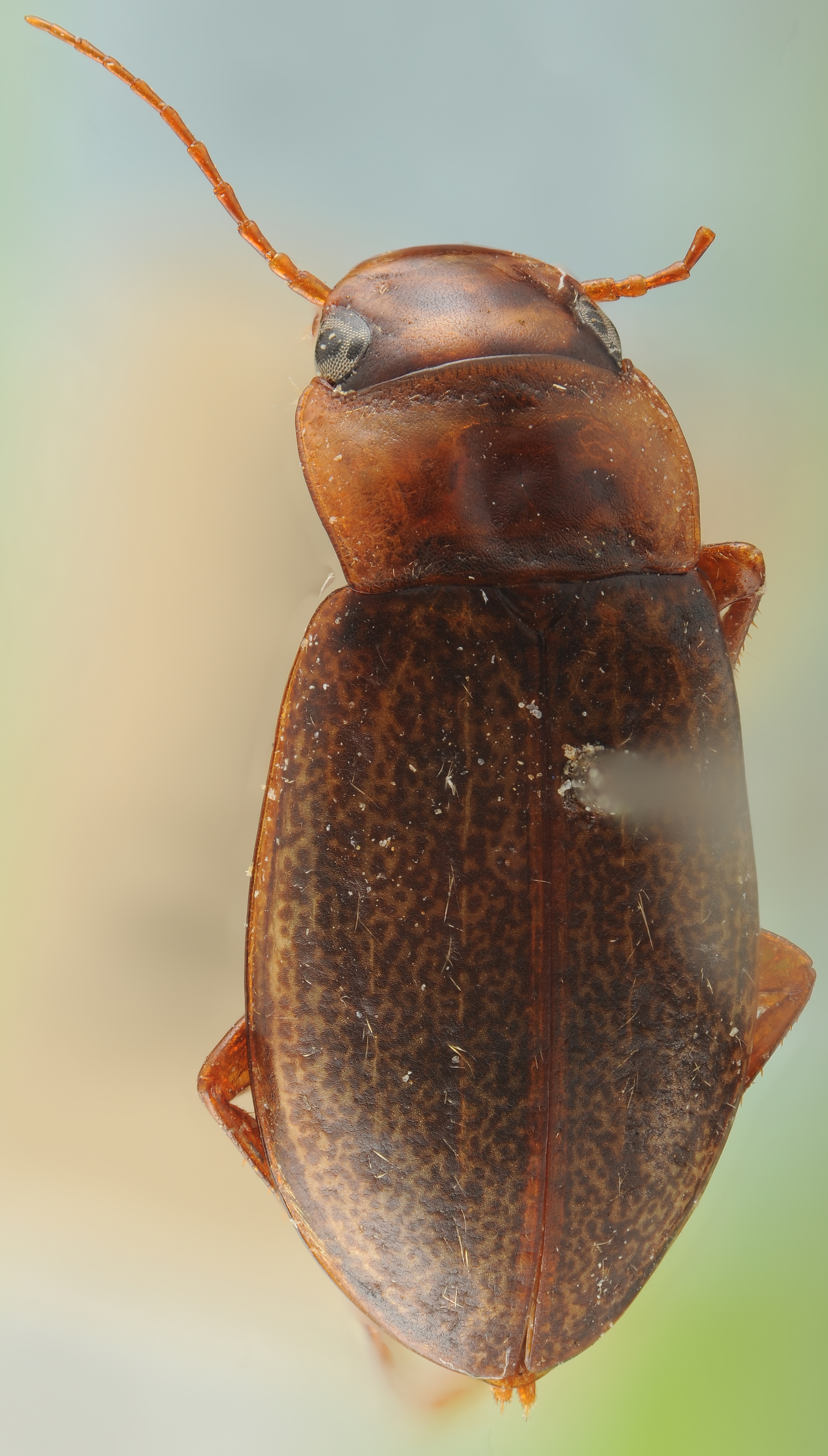